# Tensor métrico inverso
Dado un sistema de coordenadas, su tensor métrico inverso (el tensor métrico en componentes contravariantes {\displaystyle g^{ij}}) es el inverso de su tensor métrico {\displaystyle g_{ij}} (en componentes covariantes). Como los dos tensores son simétricos, los índices se pueden intercambiar a voluntad: